# Дніпро-Головний
Дніпрó-Головни́й (до 29 червня 2017 року — Дніпропетрóвськ) — пасажирська позакласна, головна залізнична станція Дніпровської дирекції Придніпровської залізниці, центральний залізничний вокзал міста Дніпро. Розташована на перетині двох ліній Запоріжжя-Кам'янське — Нижньодніпровськ-Вузол та Дніпро-Головний — Кайдацька.
За даними «Інвестиційного атласу України», вокзал станції Дніпро-Головний щорічно обслуговує 1,2 млн пасажирів, загальна його площа становить 9802 м².

## Історія
Станція відкрита 1884 року під первинною назвою Катеринослав. Попередня станція Катеринослав існувала на лівому березі річки Дніпро ще з 1873 року, яка тоді підпорядковувалася Лозово-Севастопольській залізниці та була єдиною, що обслуговувала губернський центр і тому ж отримала від нього свою назву. Під час будівництва нової залізничної лінії Довгинцеве — Катеринослав на правому березі річки Дніпро було споруджено будівлю вокзалу та службові пристанційні споруди. Новоутворена станція отримала назву Катеринослав, а лівобережна була перейменована на станцію Нижньодніпровськ.

Катеринославський вокзал
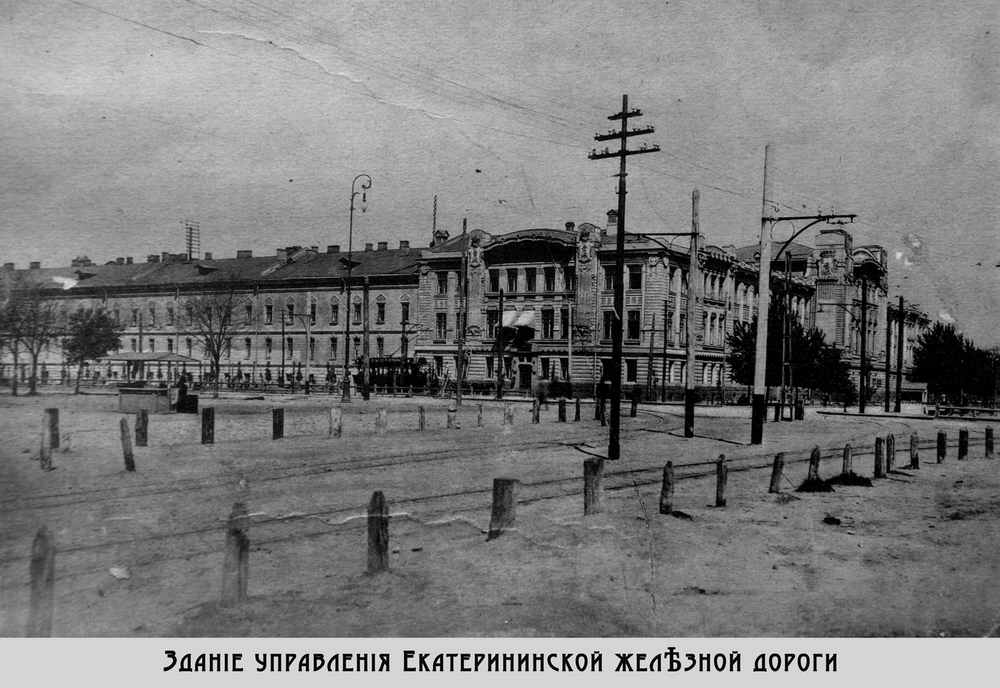
1905
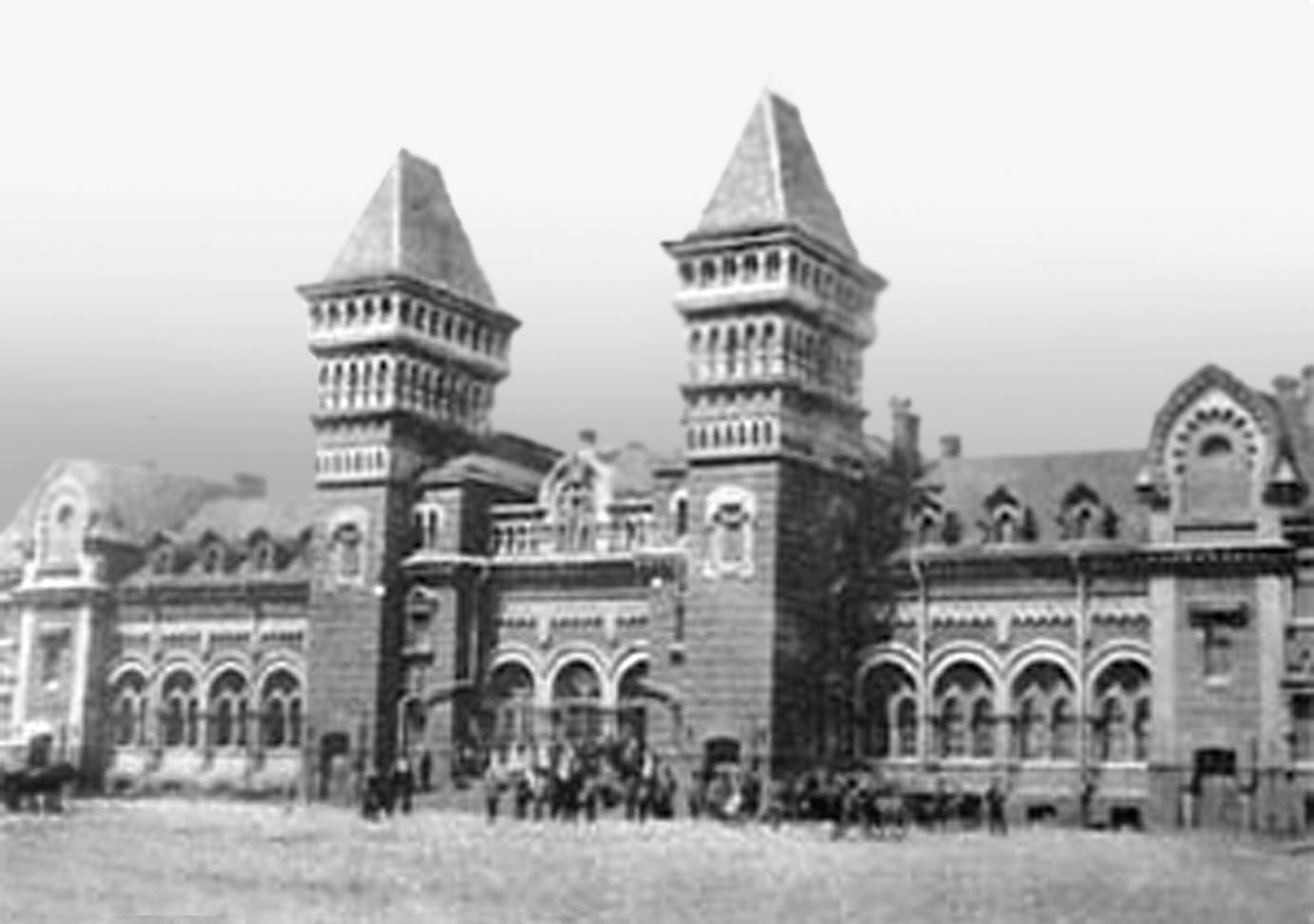
1909
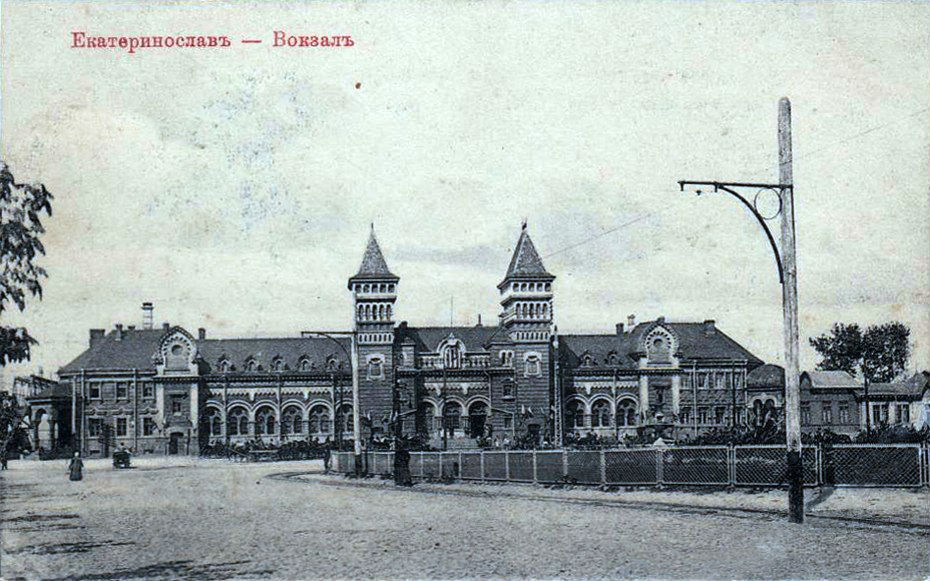
На початку ХХ століття
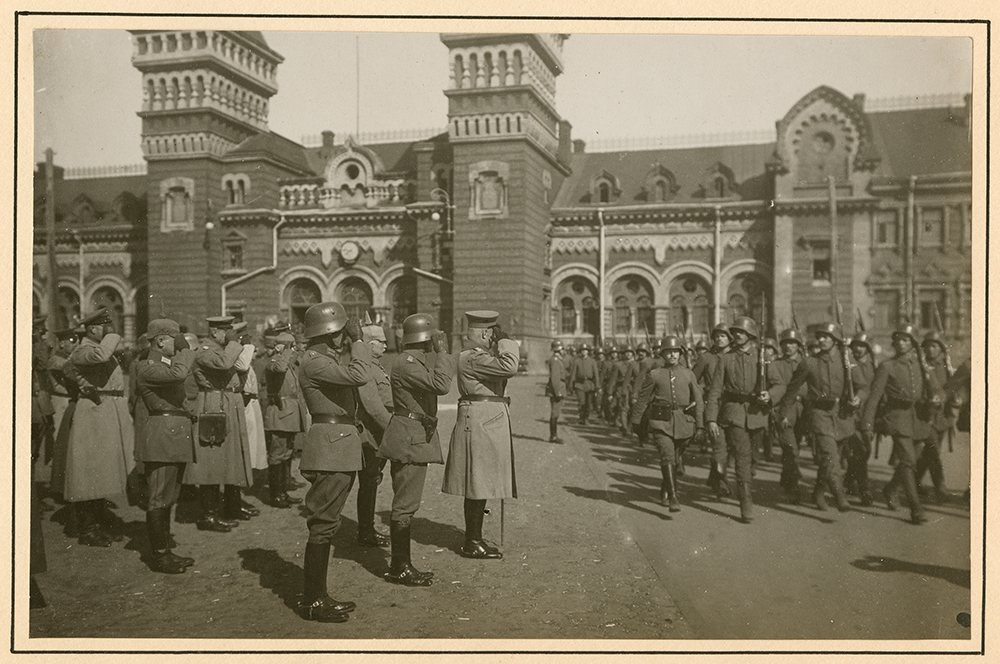
1918

20 липня 1926 року Постановою Президії ЦВК СРСР місто і станцію Катеринослав було перейменовано на Дніпропетровськ.
Під час Другої світової війни будівля вокзалу була вщент зруйнована.
У 1947—1951 роках, за проєктом архітектора Олексія Душкіна, зведено нову будівлю залізничного вокзалу в стилі сталінського ампіру. Споруда має довгасту прямокутну форму. Посередині розташований центральний вхід до внутрішніх приміщень та залізничних колій вокзалу. Вхід стилізований під арку, яка повністю покрита склом. З обох сторін арки виступають два пілони, які трохи вище самої будівлі, в яких розташовані приміщення для службовців «Укрзалізниці». Обабіч від центрального входу розташовані симетричні праве та ліве крила вокзалу, які щільно обнесені величезними колонами та увінчані листяним декором у корінфському стилі, де розташовуються зал чекання, кафе, довідкове бюро, каси продажу проїзних документів на поїзди та підземний пішохідний перехід. Будівля центрального залізничного вокзалу є основною, але не єдиною частиною архітектурної композиції Вокзальної площі. При виході з головного вокзалу, праворуч споруджений житловий будинок, що гармонійно доповнює весь ансамбль площі. Навпроти нього розташований п'ятиповерховий будинок, який немає гострого кута, а поступово повертає на головний проспект міста. Навпроти самої будівлі вокзалу розташований семиповерховий будинок, двоярусна структура якого перегукується зі структурою головної залізничної станції.
У грудні 1959 року станція електрифікована постійним струмом (=3 кВ) в складі дільниці П'ятихатки — Чаплине.

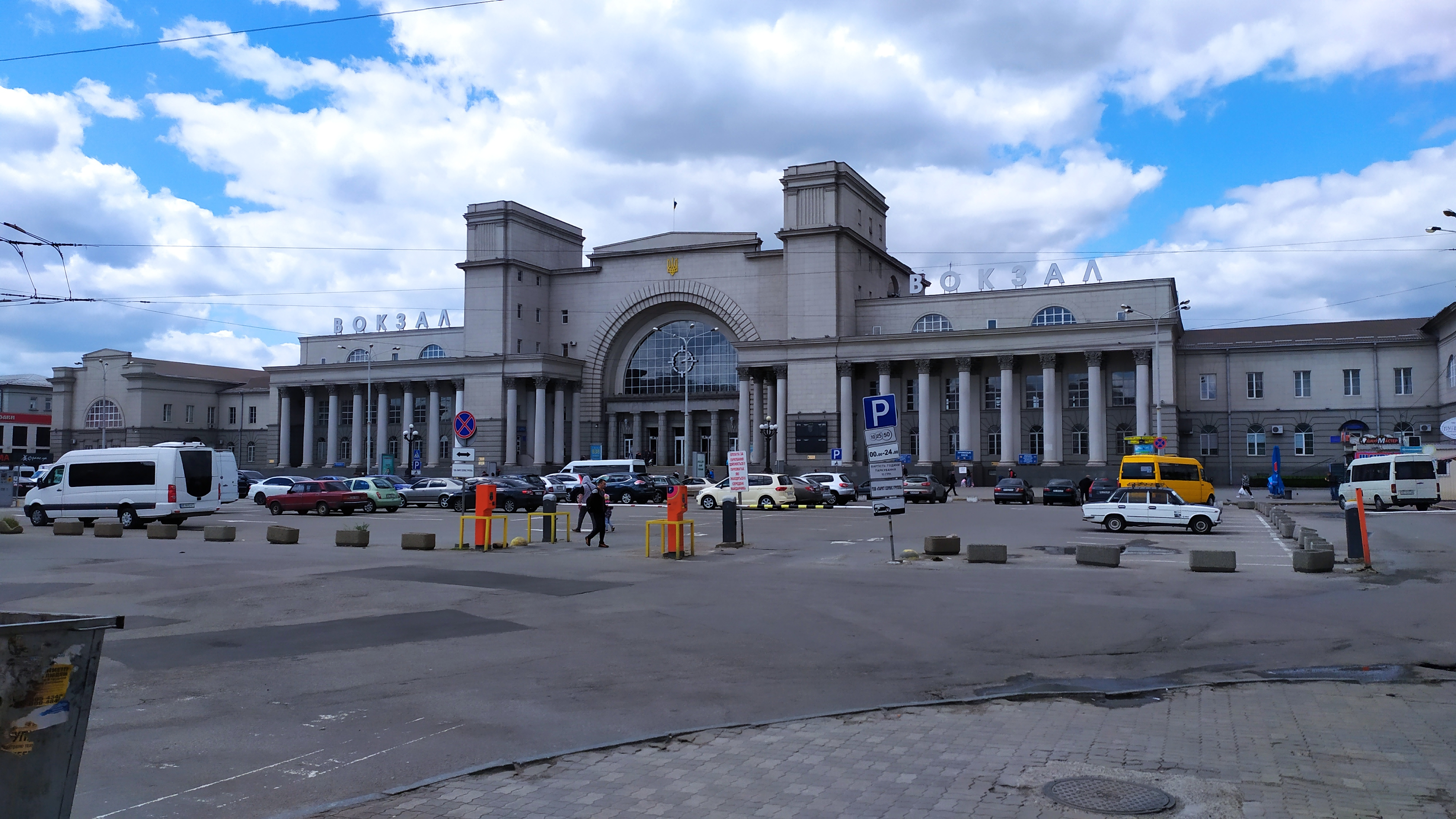
Вокзал станції Дніпро-Головний
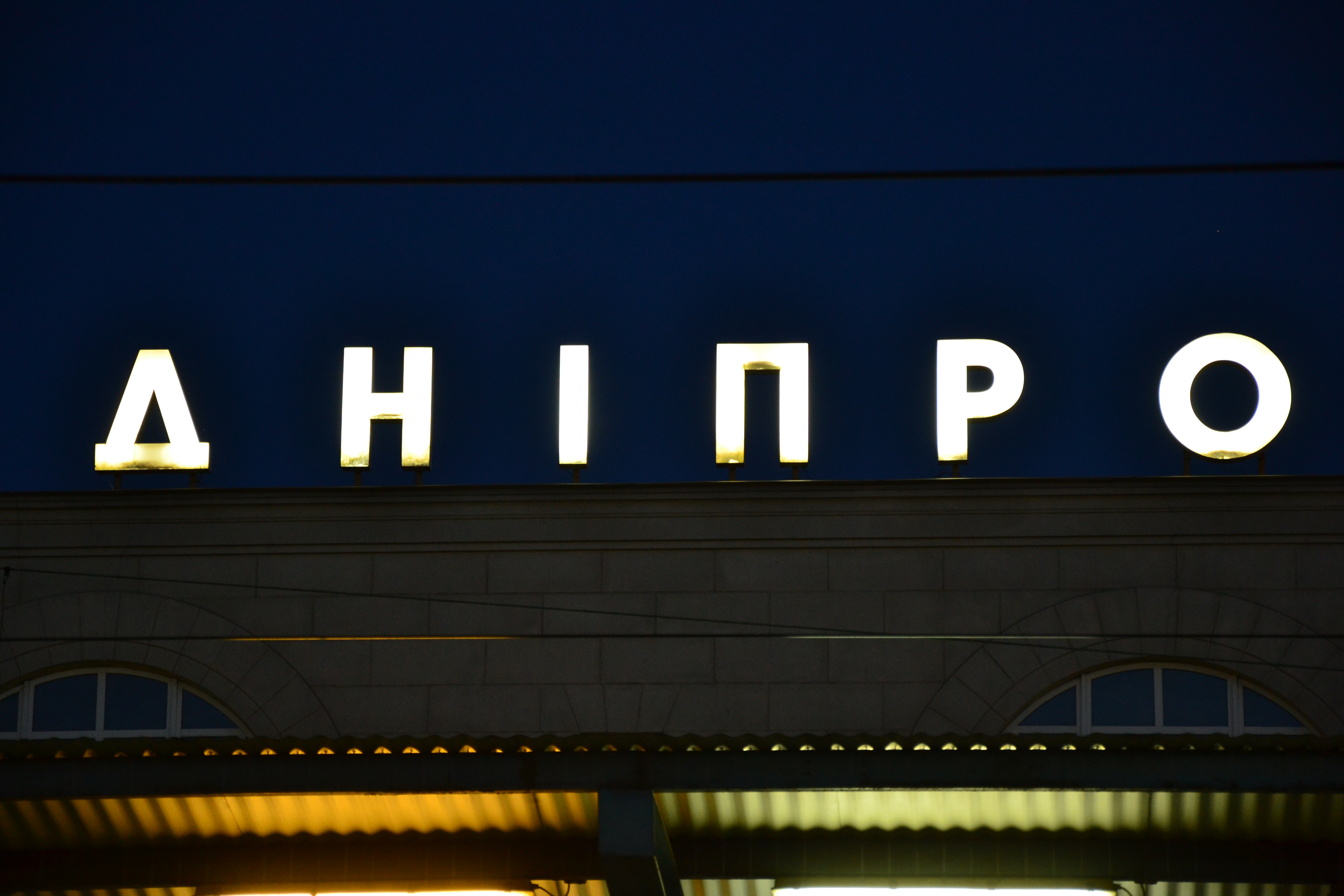
Назва станції на будівлі вокзалу
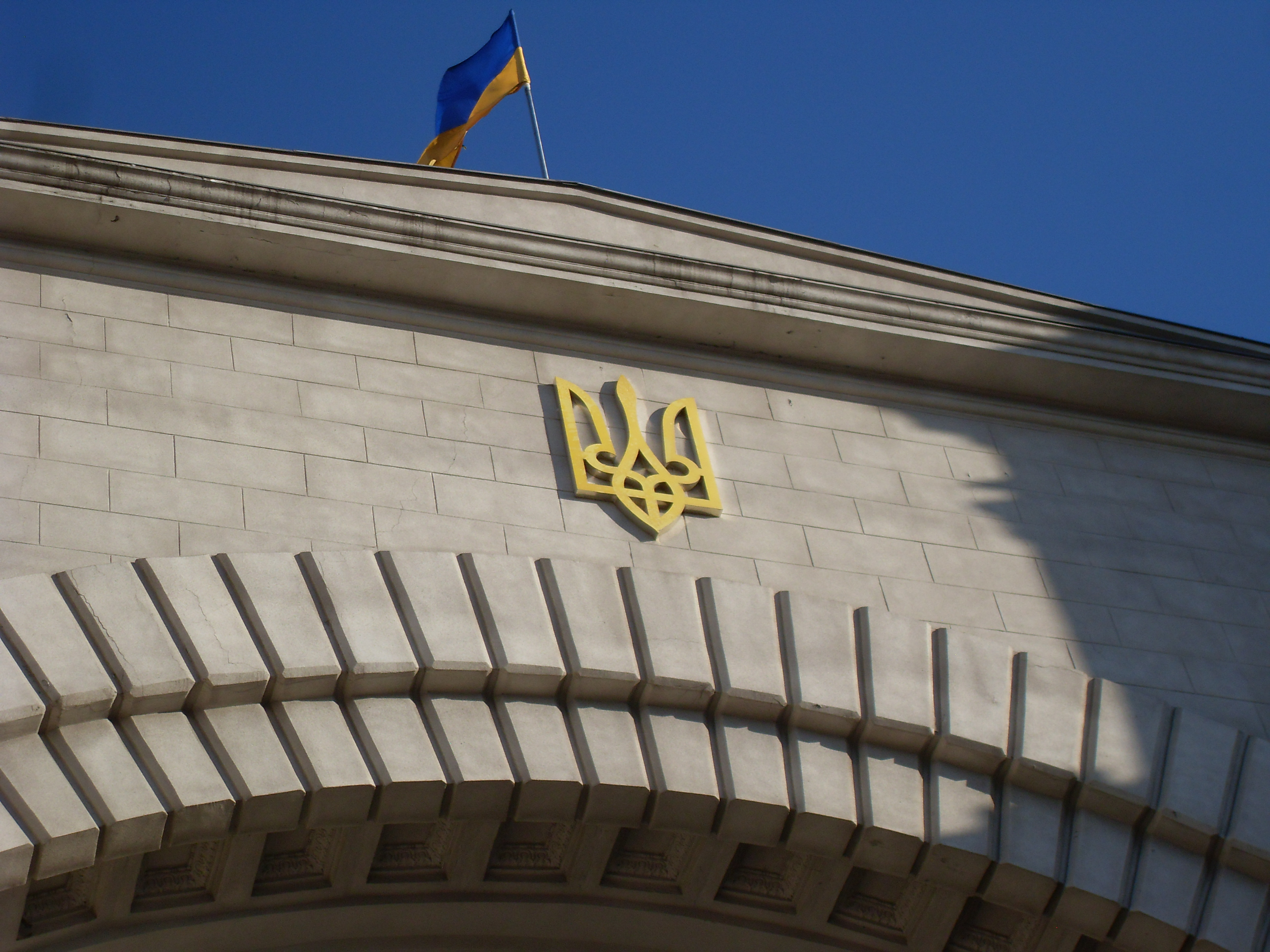
Державний прапор та Герб України на фасаді вокзалу

29 грудня 1995 року відкрита станція метро  «Вокзальна» в складі першої черги будівництва Центрально-Заводської лінії Дніпровського метрополітену, яка наразі є кінцевою на Центрально-Заводській лінії Дніпровського метрополітену, яка має три виходи на Вокзальну площу. Назва станції метро походить від розташування біля головного залізничного вокзалу Дніпра Вокзальної площі. За квартал від станції розташований Центральний міжміський автовокзал та головне управління Дніпровського метрополітену. Тривалий час ведуться роботи з будівництва другої черги дільниці, завдовжки 2,4 км, від станції метро «Вокзальна», в ході якого передбачено відкриття ще трьох станцій: «Театральна», «Центральна» та «Музейна». Відкриття другої черги метрополітену було заплановано з дедлайном не раніше 2024 року, проте через російське вторгнення в Україну, ці плани відтерміновані на невизначений час.
14 липня 2017 року на інформаційних табло та при оголошенні поїздів на залізничному вокзалі обласного центру змінена назва на Дніпро-Головний.
З 28 жовтня 2018 року призначався нічний швидкий поїзд № 139/140 Лисичанськ — Дніпро, замість поїзда № 610/609 Лисичанськ — Харків. Завдяки подовженню маршруту руху поїзда мешканці Луганської області та східних регіонів України мали можливість зручно подорожувати до великих обласних центрів Дніпра та Харкова, а звідти — до інших міст України (скасований через російське вторгнення в Україну у 2022 році).
У 2018 році вокзал станції Дніпро-Головний отримав 5-те місце у Топ-10 серед найбільш завантажених вокзалів України, який обслужив 3,3 млн пасажирів у далекому сполученні (з них посадка — 1,6 млн пас./висадка — 1,6 млн пас.).

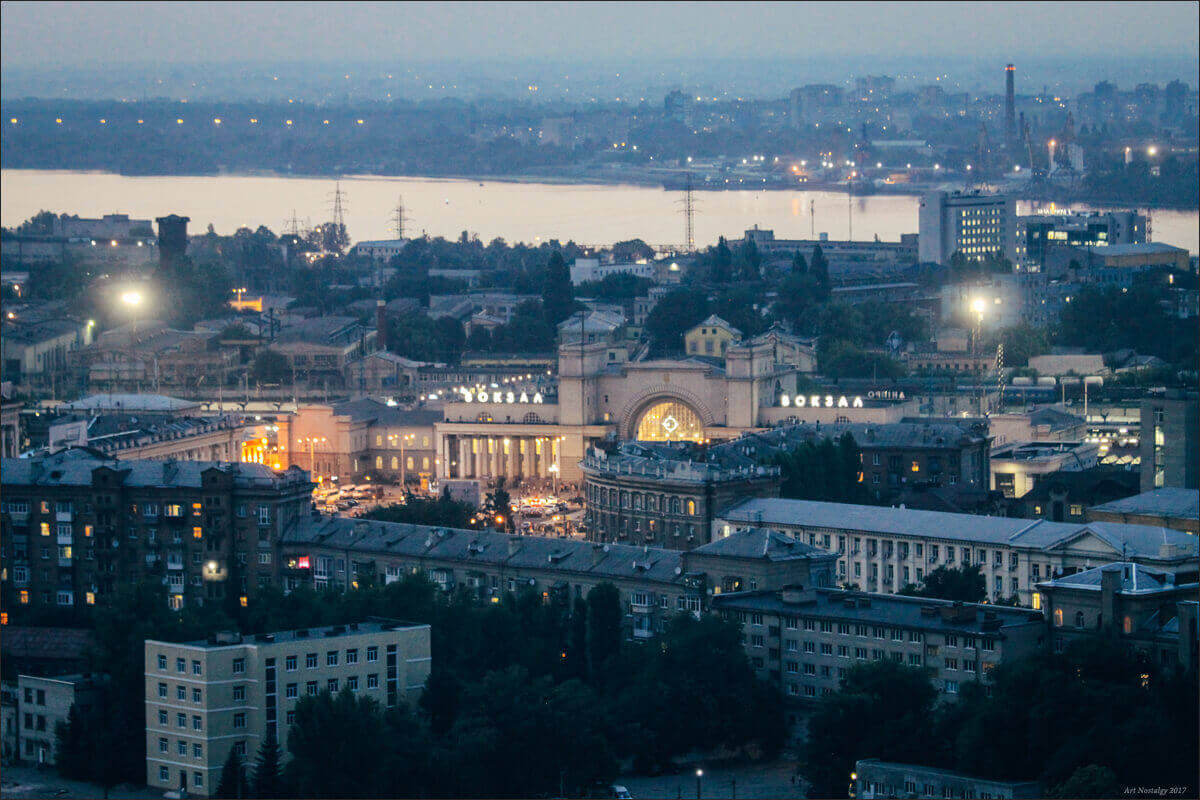
Панорама Вокзальної площі
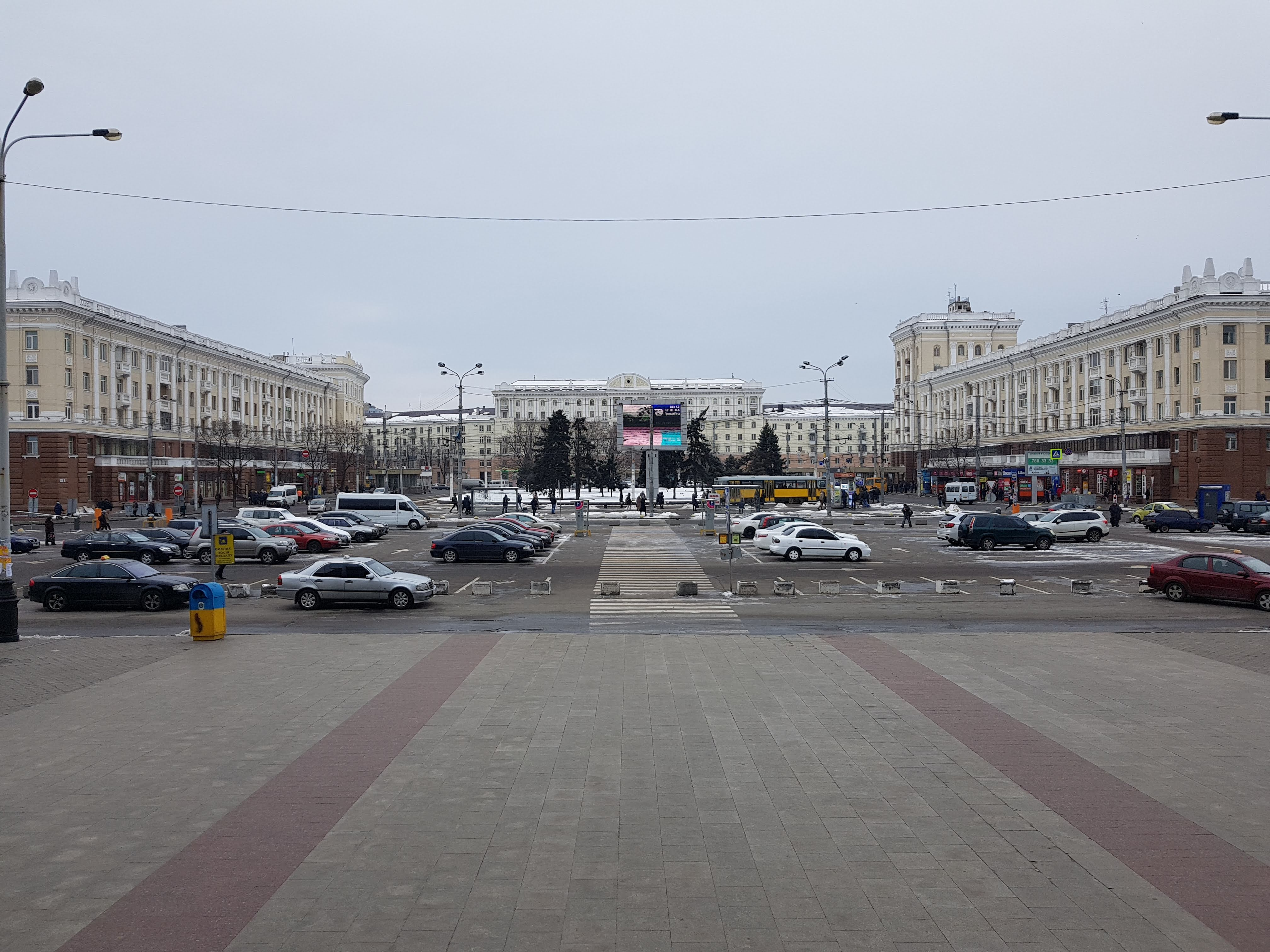
Вокзальна площа

Від станції Дніпро-Головний щоденно курсує флагманський фірмовий пасажирський поїзд «Січеслав» (до 14 січня 2024 року — «Дніпро», назва походить від історичної варіації перейменування міста), який прямує через столицю України до станції Львів. Під час відправлення поїзда від перону вокзалу до Львова з гучномовців лунає традиційний «Запорозький марш», а по прибутті поїзда на станцію Дніпро-Головний — «Пісня про Дніпро».

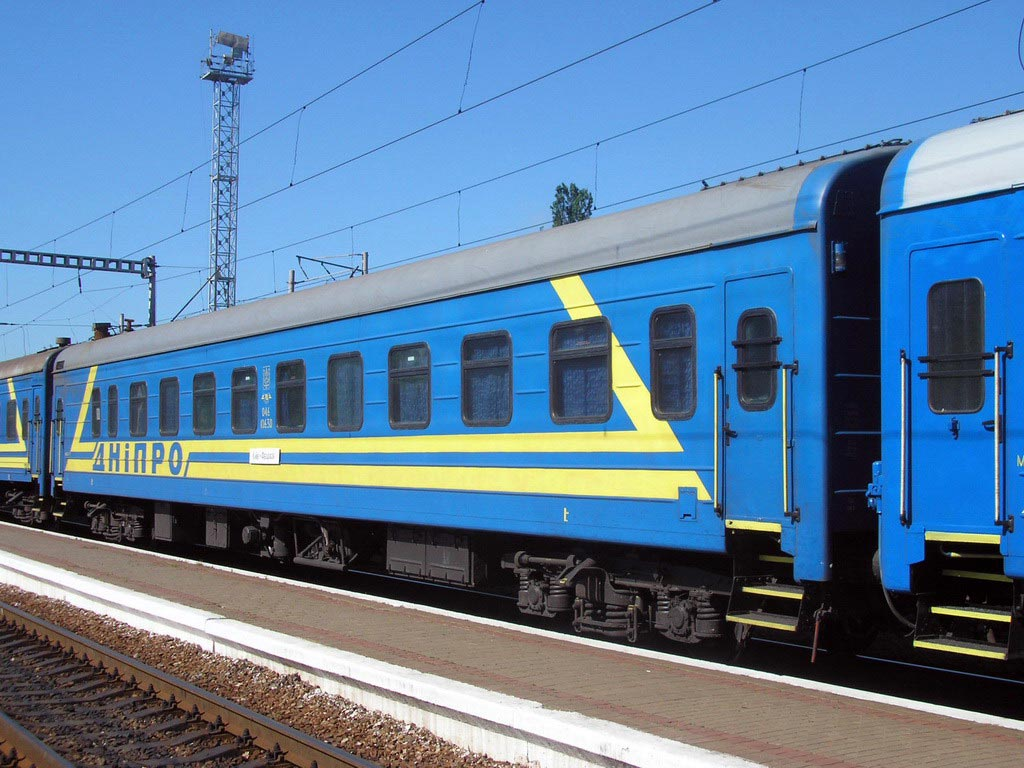
Фірмовий пасажирський поїзд «Дніпро» № 79/80 (з 15 січня 2024 року — флагманський поїзд «Січеслав»)

У жовтні 2019 року на вокзалі станції Дніпро-Головний відкритий зал чекання для військовослужбовців.
28 січня 2022 року, під час планових регламентних робіт із заміни ламп люстри вокзалу та її підняття після чистки патронів обірвався трос, внаслідок чого люстра впала на підлогу та зазнала пошкоджень. Роботи відбувалися з дотриманням всіх правил безпеки, зона під люстрою була огороджена, ніхто з працівників чи відвідувачів вокзалу не постраждав.
З 9 грудня 2023 року «Укрзалізниця» призначила новий поїзд міжнародного сполучення № 119/120 Дніпро — Холм. Час в дорозі поїзда складає близько 20 годин. Поїзд має узгоджену пересадку на станції Холм у напрямку Варшави, що надає можливість дістатись столиці Польщі на 4 години швидше, ніж залізничним сполученням через Перемишль.
19 квітня 2024 року, близько 05:00, російські окупанти здійснили цілеспрямований масований обстріл цивільних інфраструктурних об'єктів «Укрзалізниці» в Дніпрі та області. Вокзал станції Дніпро-Головний тимчасово призупиняв роботу та вже через декілька годин відновив роботу, проте відбулася суттєва затримка руху поїздів: № 38 сполученням Київ — Запоріжжя, № 40 Запоріжжя — Солотвино, № 5/215 Чернівці — Запоріжжя, № 119/120 Дніпро — Холм та № 733 Дніпро — Київ. Рух приміських електропоїздів тимчасово скорочувався до найближчих станцій західного та східного напрямків — Горяїнове та Нижньодніпровськ, частково зруйнована п'ятиповерхівка на Вокзальній площі, що призвело до загибелі та пораненню людей. Внаслідок ракетного удару зазнала руйнувань залізнична інфраструктура, загинула одна працівниця «Укрзалізниці» та ще семеро залізничників отримали поранення.

## Проєкт «City Express» у Дніпрі

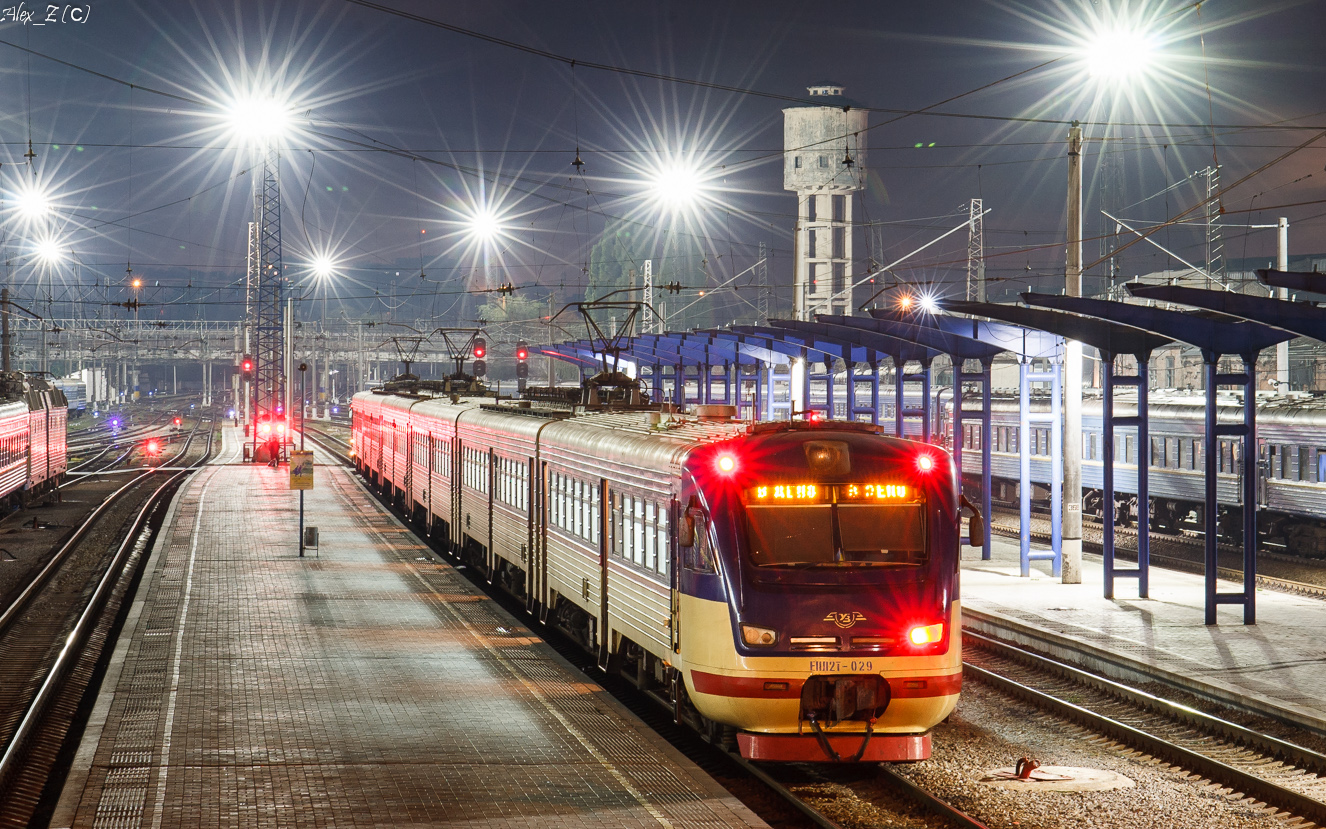
ЕПЛ2Т-029

«City Express» — проєкт з інтеграції залізниці з міською транспортною системою завдяки сполученню великих міст із їх містами-супутниками в єдиний транспортний простір.
Департамент капітального будівництва Дніпропетровської ОДА провів тендер щодо замовлення проєктування «City Express» у Дніпрі. Торги були оголошені 7 травня 2021 року. На аукціон подали пропозиції компанії:
- ТДВ «Інститут Дніпродіпротранс» (вартість робіт — 5,3 млн грн);

ТОВ «Міжнародний проєктний інститут» (6 млн грн).
Договір передбачалося укласти з ТДВ «Інститут Дніпродіпротранс», а роботи мали були виконані до кінця 2021 року. У межах робіт майбутній підрядник мав спроєктувати двоколійні дільниці — 128 км:
- Нижньодніпровськ-Вузол — Сухачівка — Кам'янське-Пасажирське (завдожки — 52 км);
- Нижньодніпровськ-Вузол — Синельникове I (41 км);
- Дніпро-Головний — Нижньодніпровськ-Вузол — Самар-Дніпровський (35 км).

Одноколійні ділянки (завдожки 73 км):
- Сухачівка — Зустрічний — Нижньодніпровськ-Вузол (38 км);
- Дніпро-Лоцманська — Привільне (35 км).

Водночас передбачаються пункти відстою для рухомого складу. 
Сам проєкт поділений на три черги:
- міське кільце;
- приміське сполучення;
- перспективна дільниця нової лінії до міжнародного аеропорту «Дніпро».

У грудні 2023 році «Укрзалізниця» розпочала реалізацію проєкту «Dnipro City Express». На першому етапі проєкту модернізовані електропоїзди вирушили у рейси за маршрутом Дніпро — Кам'янське — Дніпро. На другому етапі проєкту — призначені з 29 березня 2024 року модернізовані приміські електропоїзди у сполученні Кам'янське — Дніпро — Синельникове I, які зупиняються на  найбільших станціях на маршруті руху — Запоріжжя-Кам'янське, Сухачівка, Діївка, Горяїнове, Дніпро-Головний, Нижньодніпровськ, Ксеніївка, Ігрень, Яворницьке, Синельникове II, забезпечуючи зручне тактове сполучення між районами Дніпра так і для мешканців агломерації.

## Послуга доставки ручної поклажі
З 3 лютого 2020 року «Укрзалізницею» запроваджена у пілотному режимі нова послуга для пасажирів — доставка ручної поклажі до/з поїзда на станції Дніпро-Головний. Зокрема, пасажирам пропонується доставка ручної поклажі з вокзалу до вокзалу або адресна — від дверей до дверей. Замовлення адресної доставки передбачає, що кур'єр сам забере поклажу та доставить за кінцевою адресою. Послуга надається за бажанням пасажира, який має проїзний документ і здійснює поїздку від станції початкового відправлення до кінцевої станції прибуття поїзда. До перевезення приймається ручна поклажа пасажира вагою до 36 кг включно.

## Колійний розвиток

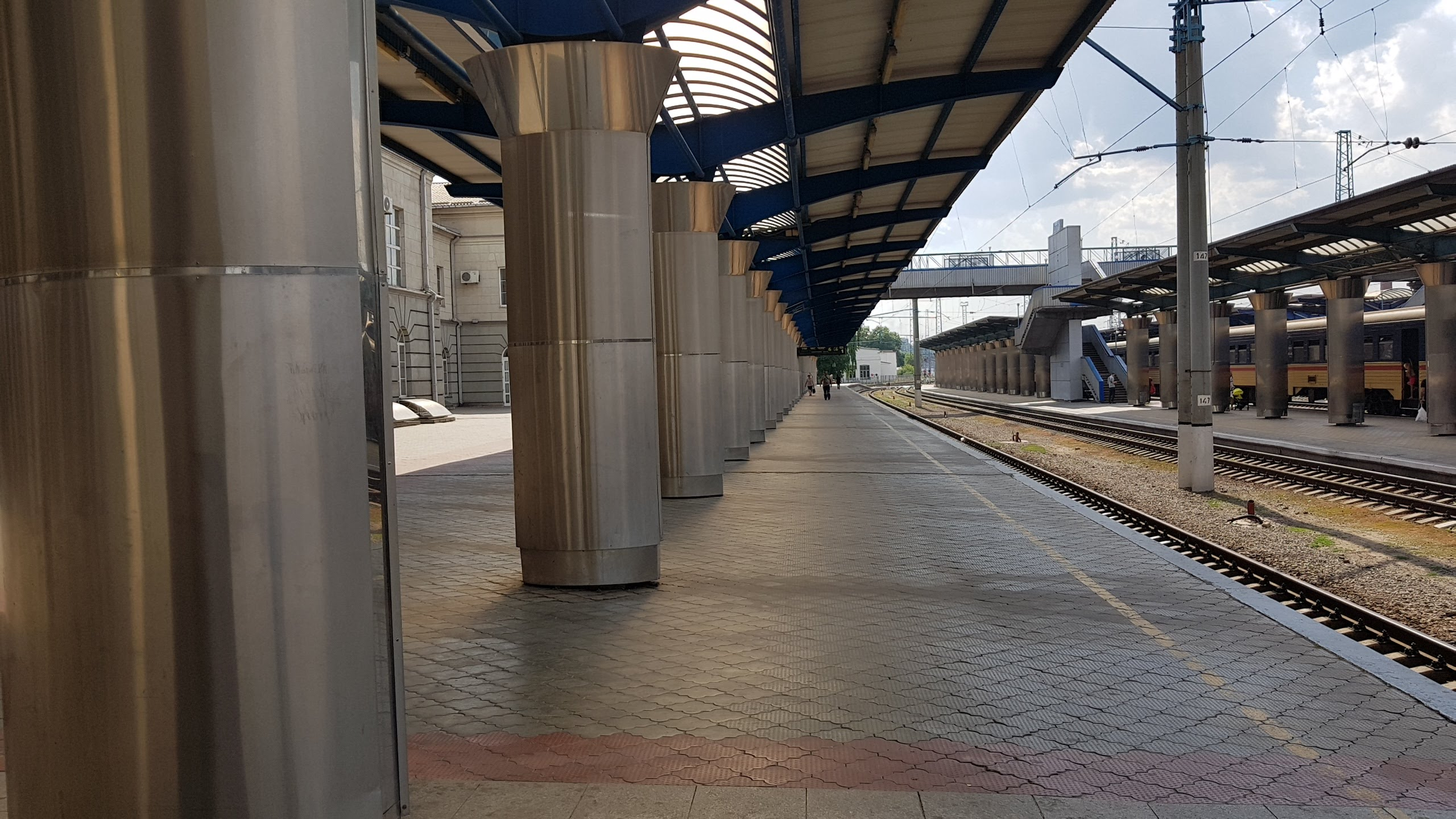
Пасажирські платформи

На станції Дніпро-Головний є шість пасажирських платформ, з яких платформа № 1 висока, а платформи № 2—6 — низькі:
- платформа № 1 (висока) — для прийому поїздів місцевого формування;
- платформа № 2 — колії № 2 та 3 (розрахована для приймання лише короткоскладових поїздів до 15 вагонів такі, як «Інтерсіті+», поїзди далекого сполучення № 140/139 Дніпро — Лисичанськ та приміські поїзди Дніпро — Берестин);
- 4-та колія безплатформенна для пропуску вантажних поїздів парного напрямку;
- платформа № 3 (розрахована на приймання поїздів у складі 18 вагонів) — колії № 5 та 6;
- платформа № 4 (розрахована на прийом поїздів з 20 вагонів) — колії № 7 та 8 (саме ці дві платформи № 3 та 4, які можуть приймати транзитні та довгоскладові поїзди далекого сполучення, одночасно можуть приймати два електропоїзда до кожної колії);
- платформа № 5 — колії № 9 та 10 (лише для  прийому/відправлення приміських електропоїздів. Платформа в стадії млявотривалої реконструкції, по суті належно не добудована з точки зору безпеки для пасажирів, обмежена кількість та якість виходів з/на неї). На початку 2010-х років розпочалася реконструкція вокзалу з відокремлення приміського руху від поїздів далекого сполучення. Саме останні дві платформи (з 4-х колій) виділялися під приміський рух з окремим виходом. Нині одна з цих платформ після ремонту (колія № 7 та 8) має вихід з пішохідного підземного переходу, а остання через перенесення (раніше вона була між коліями № 11 та 12, нині між коліями № 9 та 10) такого виходу не мають. Коли на ці платформи приймають приміські електропоїзди диктор вокзалу регулярно наголошує про безпеку під час переходу до неї.
- платформа № 6 — між коліями № 12 та 14 (недоліки ті ж, що й у платформи № 5 — недобудовані навіси і вихід на неї лише через пішохідний міст. Для приміського руху є можливість задіяти і її, як і платформу № 5, і тоді вранці у проміжку часу 06:30—07:00 вивільняються платформи № 1 та № 2 у найбільш ближніх і зручних для пасажирів платформ для поїздів далекого сполучення).

Існують ще декілька колій для відстою різних вагонів, а також транзитна колія для вантажних поїздів непарного напрямку.

## Транспортне сполучення

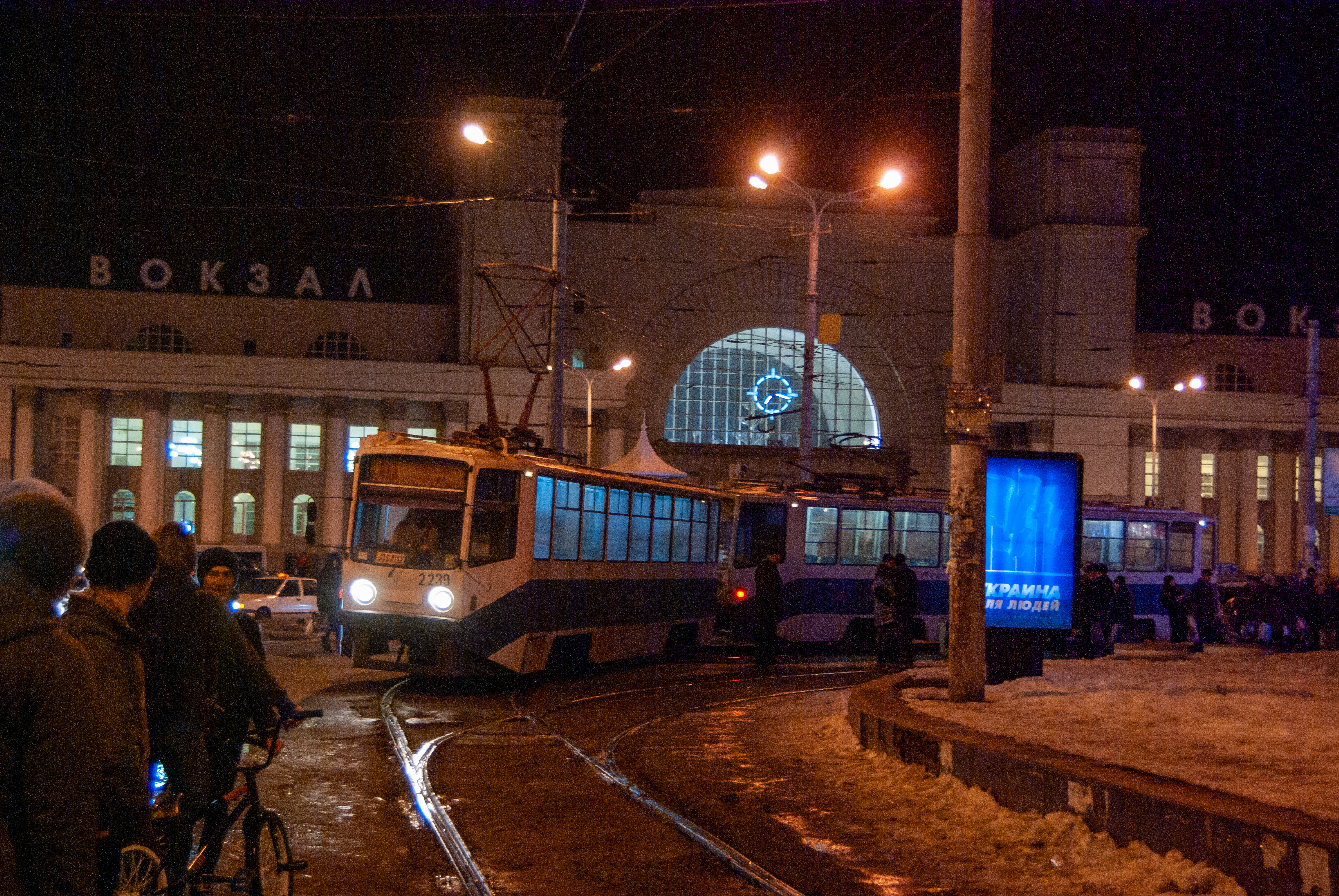
Кінцева зупинка трамваїв на Вокзальній площі

Від/до залізничного вокзалу Дніпро-Головний є можливість здійснити пересадки на:
- Дніпровський автовокзал
- станцію  «Вокзальна»;
- трамваї № 1, 11, 14, 15;
- тролейбуси № Б, 5;
- автобуси № 7, 32, 54, 60, 73, 86, 90, 92, 101А, 106, 109, 111, 146А, 146Б, 152, 152А, 155, 157А;
- маршрутне таксі № 204, 206, 207, 208, 214, 261, 264, 739, 747, 11519.

## Галерея

Регіональні швидкісні поїзди
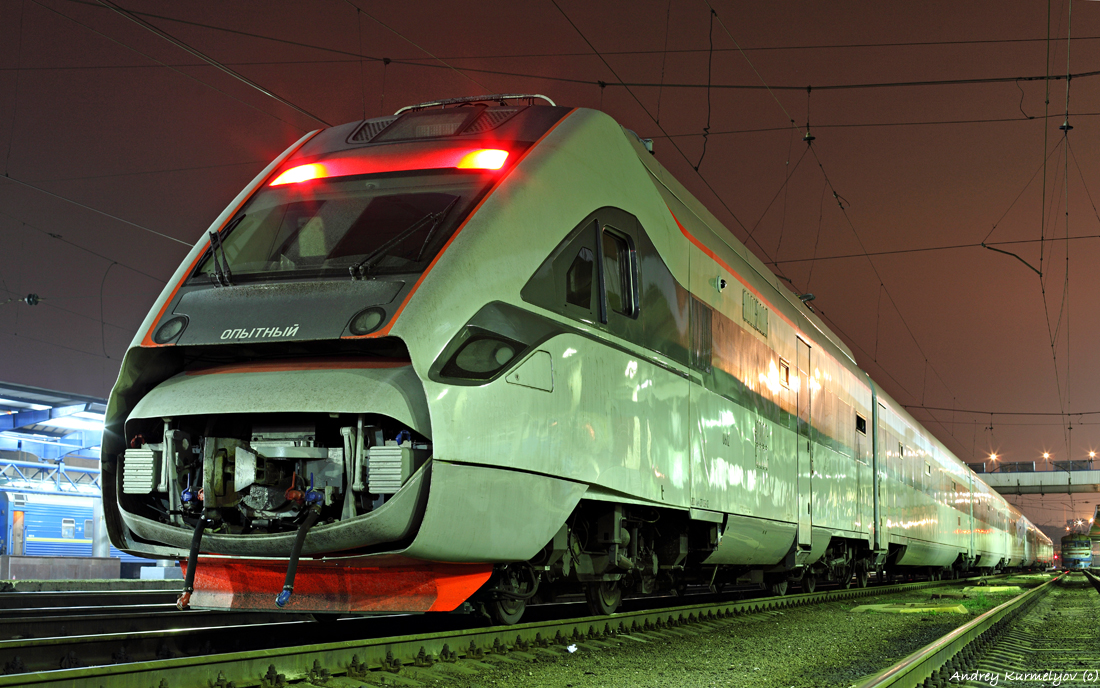
ЕКр1 «Тарпан»
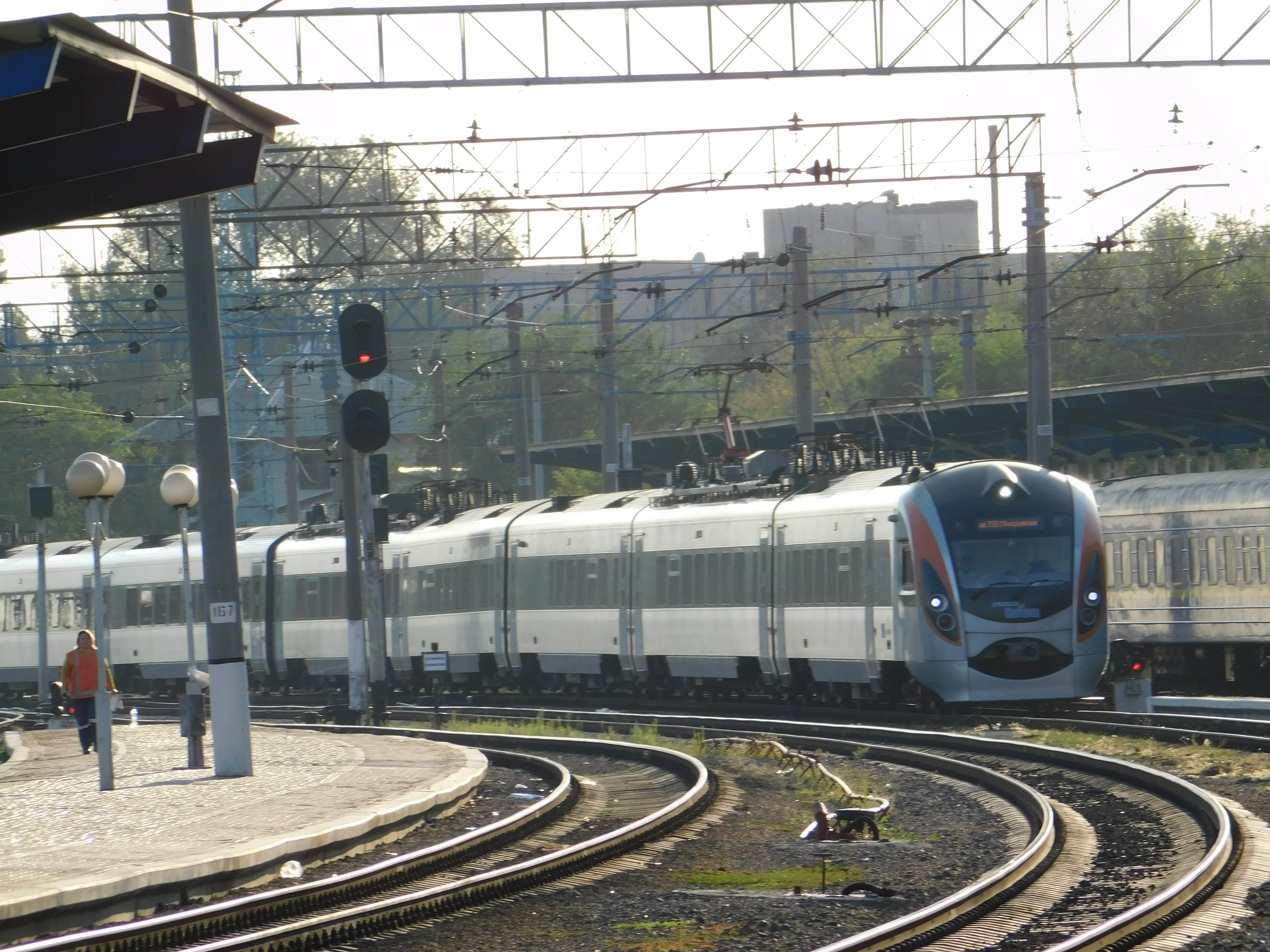
HRCS2
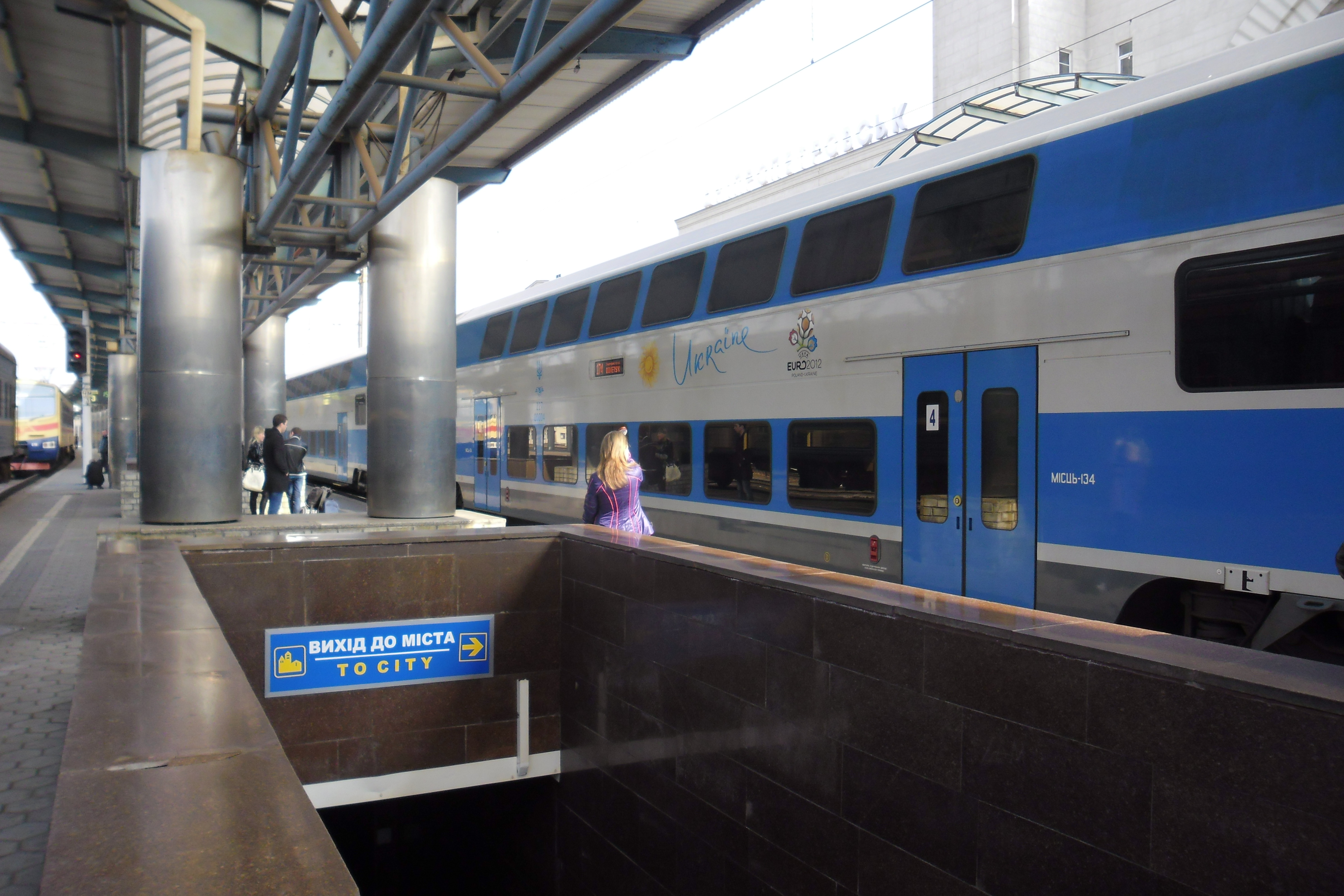
EJ 675

Приміські електропоїзди
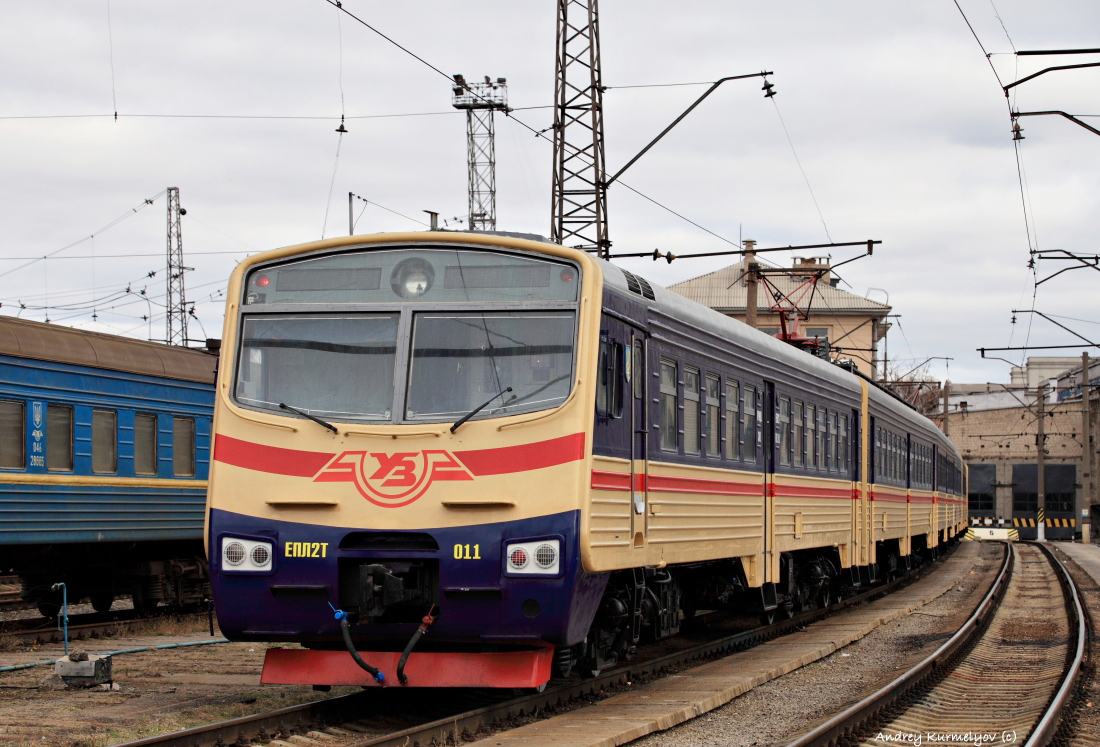
ЕПЛ2Т-011, депо Дніпро
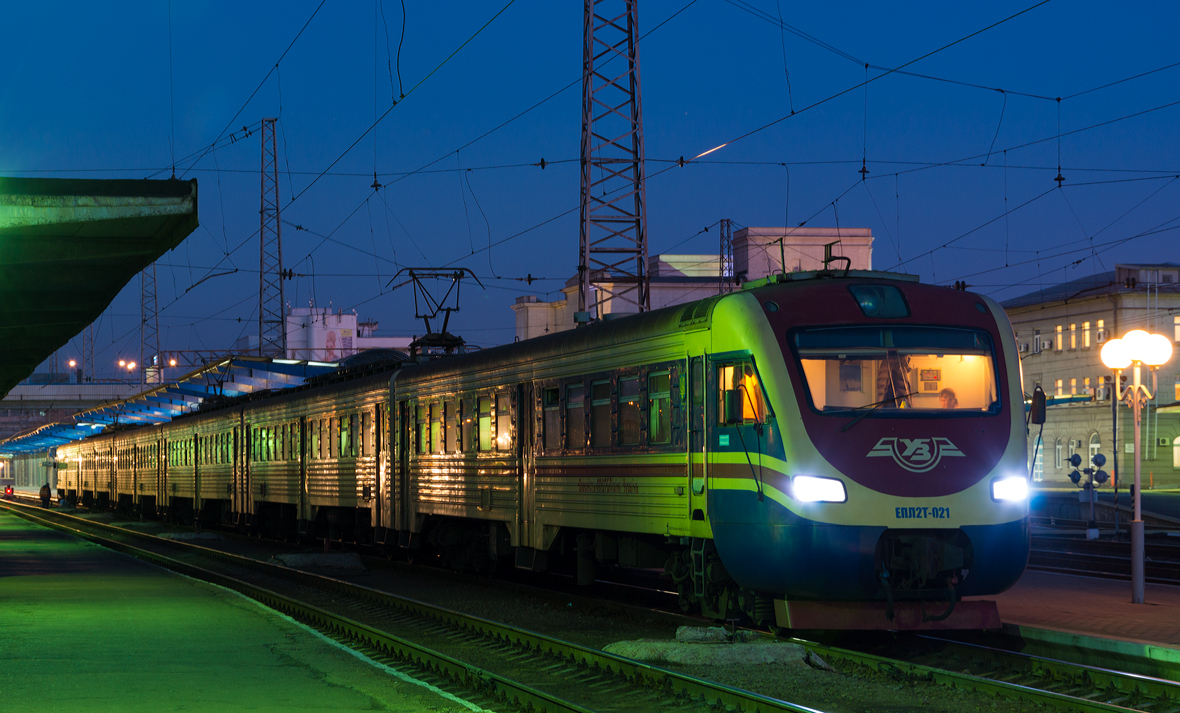
ЕПЛ2Т-021
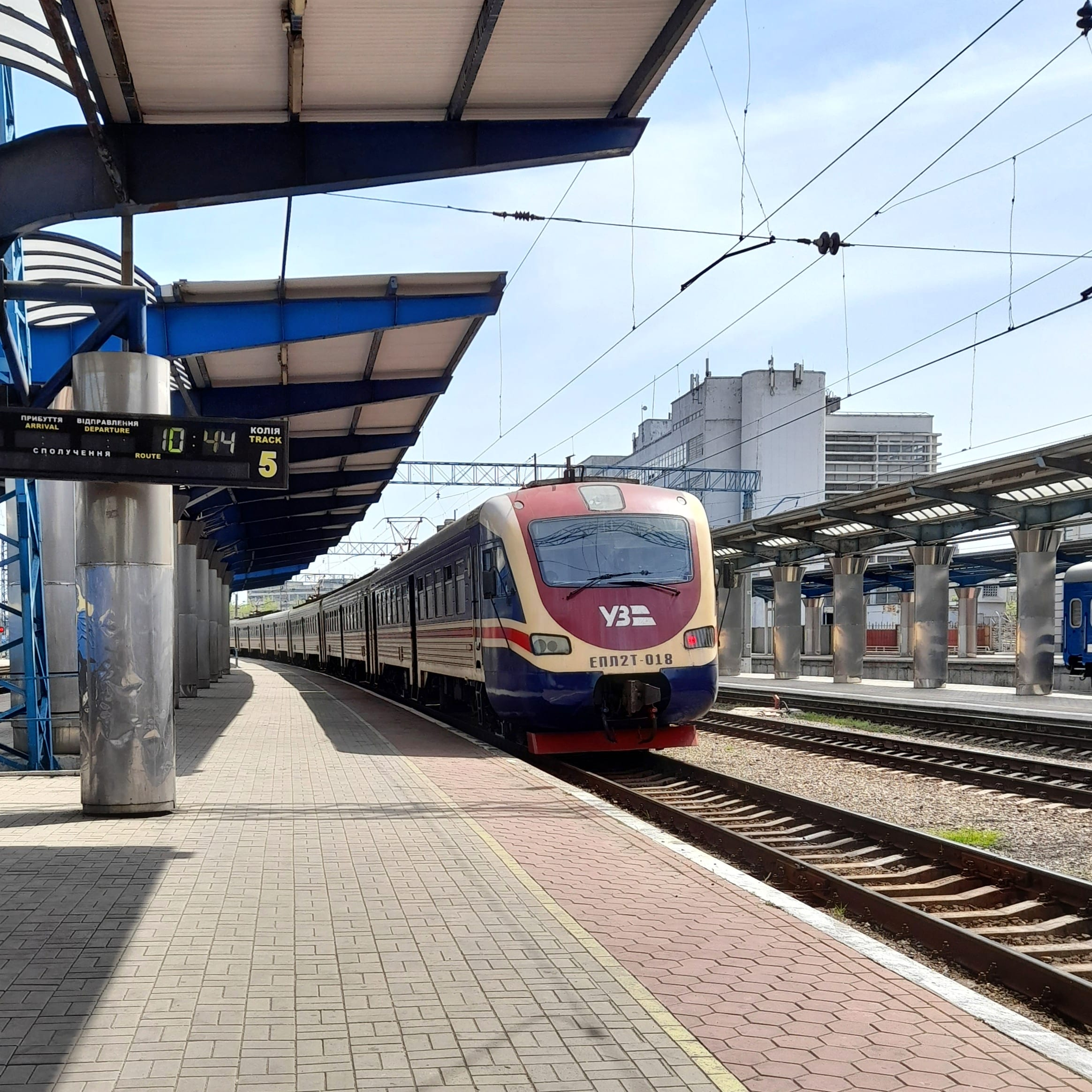
ЕПЛ2Т-029